# Alimentador San Juan de Dios (Metropolitano)
El servicio AN-10 o alimentador San Juan de Dios del Metropolitano conecta el Terminal Chimpu Ocllo con la zona Industrial del distrito de Puente Piedra.

## Características
Su flota está compuesta por autobuses amarillos de 12 metros.

### Horarios
| Servicio Alimentador | Lunes a Sabado | Lunes a Sabado | Domingo       | Domingo       |
| Servicio Alimentador | De ida         | De vuelta      | De ida        | De vuelta     |
| -------------------- | -------------- | -------------- | ------------- | ------------- |
| Regular              | 05:30 - 00:00  | 05:00 - 23:30  | 05:30 - 23:00 | 05:00 - 22:30 |

| TARIFA      | Regular | Expreso |
| ----------- | ------- | ------- |
| General     | S/ 1.50 | -       |
| Estudiantes | S/ 0.75 | -       |
| CONADIS     | Gratis  | Gratis  |

## Recorrido
| Ida Polos           | Terminal Chimpu Ocllo embarque 4 — Avenida Universitaria —Avenida Isabel Chimpu Ocllo — Avenida Mariano Condorcanqui —Avenida San Juan Bosco — Prolongación Chillón Trapiche — Avenida Camino Real — Puente San Martín de la Integración — Avenida Camino Real — Avenida José Saco Rojas — Avenida San Juan de Dios                         |
| Vuelta Chimpu Ocllo | Avenida San Juan de Dios — Avenida José Saco Rojas — Avenida Camino Real — Puente San Martín de la Integración — Avenida Camino Real — Óvalo Santo Domingo — Prolongación Chillón Trapiche — Avenida San Juan Bosco — Avenida Mariano Condorcanqui (esq. Avenida San Juan Bosco) — Avenida Universitaria — Terminal Chimpu Ocllo embarque 4 |

## Paraderos
| N° | Paradero                           | Común con |
| -- | ---------------------------------- | --------- |
| 1  | Terminal Chimpu Ocllo (Embarque 4) |           |
| 2  | Chimpu Ocllo                       |           |
| 3  | Mercado Frontera                   |           |
| 4  | Chany                              |           |
| 5  | Paradero 39                        |           |
| 6  | Paradero Q                         |           |
| 7  | Paradero U                         |           |
| 8  | Calle 5                            |           |
| 9  | Salamanca                          |           |
| 10 | Edén                               |           |
| 11 | Rinconada                          |           |
| 12 | Esmeralda                          |           |
| 13 | Santa Rosa                         |           |
| 14 | San Pedro                          |           |
| 15 | Cooperativa                        |           |
| 16 | El Pino                            |           |
| 17 | San Antonio                        |           |
| 18 | Lark                               |           |
| 19 | Haras                              |           |
| 20 | Condominio Real                    |           |
| 21 | Casuarinas                         |           |
| 22 | Maestro                            |           |
| 23 | Polos                              |           |

| N° | Paradero                           | Común con |
| -- | ---------------------------------- | --------- |
| 1  | Polos                              |           |
| 2  | Maestro                            |           |
| 3  | Casuarinas                         |           |
| 4  | Condominio Real                    |           |
| 5  | Haras                              |           |
| 6  | Lark                               |           |
| 7  | San Antonio                        |           |
| 8  | El Pino                            |           |
| 9  | Cooperativa                        |           |
| 10 | San Pedro                          |           |
| 11 | Santa Rosa                         |           |
| 12 | Esmeralda                          |           |
| 13 | Rinconada                          |           |
| 14 | Edén                               |           |
| 15 | Salamanca                          |           |
| 16 | Calle 5                            |           |
| 17 | Paradero U                         |           |
| 18 | Paradero Q                         |           |
| 19 | Paradero 39                        |           |
| 20 | Chany                              |           |
| 21 | Mercado Frontera                   |           |
| 22 | Chimpu Ocllo                       |           |
| 23 | Terminal Chimpu Ocllo (Embarque 4) |           |